# Heinrich Wylsynck

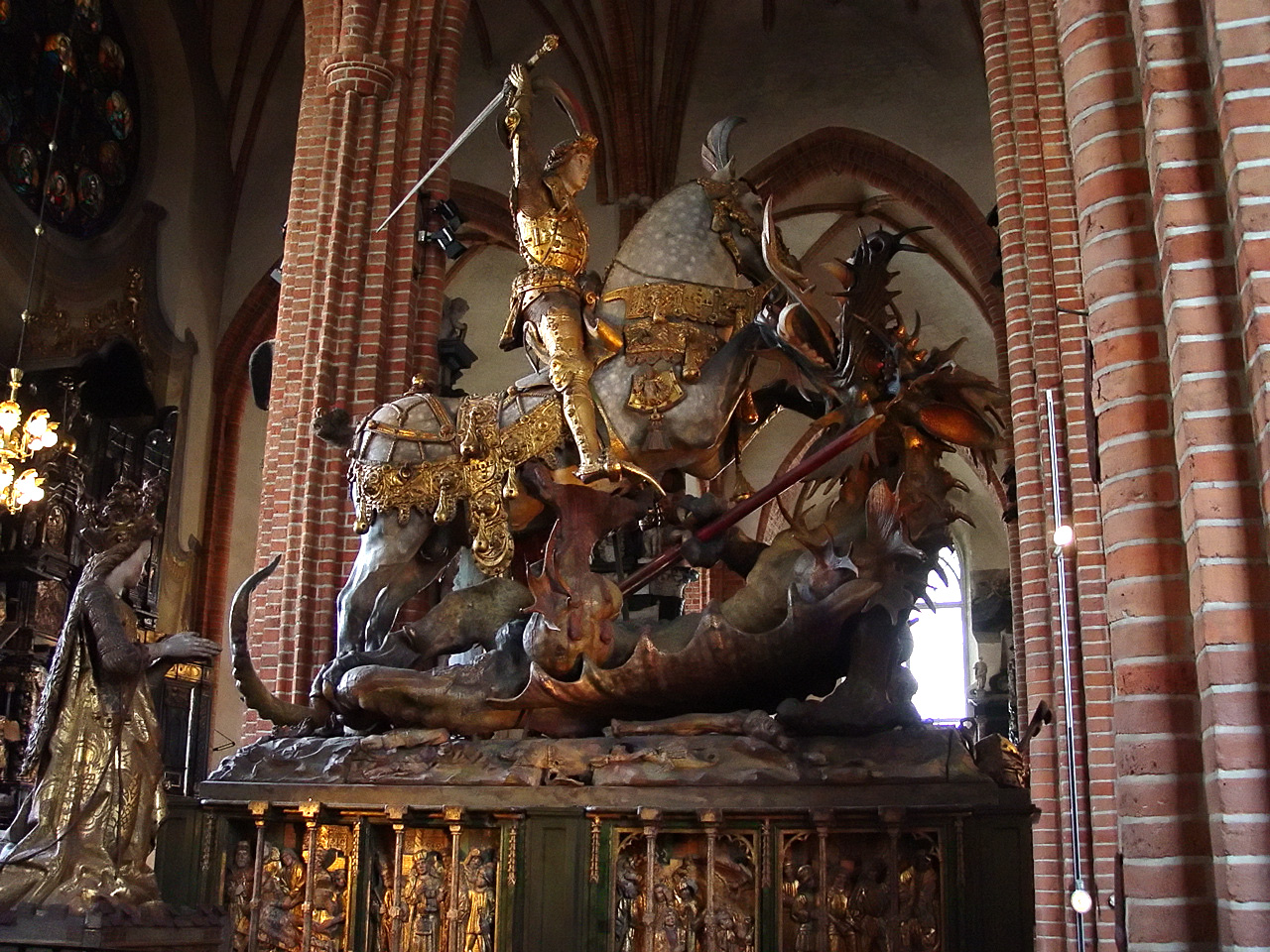
Notkes St. Georg in Storkyrkan

Heinrich Wylsynck, auch Wilsynck oder Wilsing, Vorname auch Hinrich oder Henrick (* 3. Viertel des 15. Jahrhunderts; † 1533 in Lübeck) war ein in Lübeck tätiger Maler und Bildschnitzer.

## Leben und Wirken
Wylsinck gilt als der Hauptgehilfe seines Lehrers Bernt Notke und war mit diesem wohl von 1483 bis 1489 in dessen Werkstatt in Stockholm, wo er nach eigener urkundlich belegter Aussage an dem Auftrag Sten Stures für den  St. Georg mit dem Drachen in der Nikolaikirche mitarbeitete. Notke vermachte ihm in seinem Testament aus dem Jahr 1501 eine Mark. Wylsynck wiederum mietete 1506–08 Notkes Haus mit der Werkstatt in Lübeck und wurde nach dessen Tod 1509 einer seiner Testamentsvollstrecker.
Die Anmietung der Werkstatt deutet auf seine selbstständige Tätigkeit als Meister des gleichen Fachs. Die Zuordnung von Werkstücken ist im Falle von Wylsynck ungesichert und völlig spekulativ. Entsprechend divergierend ist der Streit in der Kunstgeschichte. Vom Ansatz her gleich versuchten die Kunsthistoriker Tatbeiträge Wysyncks am St. Georg mit dem Drachen zu identifizieren, um aus seiner Formsprache und Arbeitsweise dort auf weitere Werke schließen zu können:
- Der schwedische Kunsthistoriker Johnny Roosval glaubte,[2] ausgehend von seiner Arbeitshypothese, Wylsynck sei der Schöpfer der Sockelreliefs des Georg, ihm die Holzschnitte des in Lübeck erschienenen ersten Buches der Inkunabelzeit, des Rudimentum novitorium, gedruckt 1475 von Lucas Brandis, zuordnen zu können, weiter die Bildtafeln des Krispin im St.-Annen-Kloster Lübeck, Bildtafeln am Altar in Tensta in der Diözese Uppsala (1489–90) sowie die Malereien am Schlutuper Altar im St. Annen-Museum[3], ferner die Holzschnitte in den Revelationes Birgittae (1492) und anderen Lübecker Inkunabeln.[4]
- Der deutsche Kunsthistoriker Walter Paatz sah hingegen die Kleinreliefs an der Burg und diejenigen an der Rüstung des Ritters Georg als Ausgangspunkt für seine dann konsequenterweise andere Zuordnung an. So gelangte Paatz zu der Auffassung, Wylsynck müsse mit dem von dem schwedischen Kunsthistoriker Andreas Lindblom als Imperialissima-Meister benannten Notnamen identisch sein. Dessen Werk würde zumindest zeitlich besser zu den Lebensdaten von Wylsynck passen.